# Пурпурова хмара
«Пурпурова хмара» (англ. The Purple Cloud) — постапокаліптичний роман, який написав британський письменник Метью Шиль і який вийшов 1901 року. Герберт Веллс назвав «Пурпурову хмару» блискучим твором, а Говард Лавкрафт похвалив твір за зрадливо-дивовижну фантастику. Роман заклав основу американського фільму «Світ, плоть і диявол» 1959 року.

## Текстові варіації
Роман існує в трьох варіаціях. Його вперше друкували частинами з ілюстраціями Дж. Д. Кемерона у виданні «Королівський журнал». Це найкоротша версія. Оригінальний текст книги вийшов у Лондоні у видавництві Chatto & Windus у вересні 1901 року. Це найдовша версія і багато хто вважає, що найкраща. Текст 1901 року перевиданий у Лондоні компанією Tartarus Press у 2004 році завершеним випуском з усіма ілюстраціями Кемерона та новим вступом Браєна Стейблфорда. Видання від Hippocampus Press включало текст 1901 р., але без ілюстрацій, у всесвітній том «Будинок звуків та інших» за редакцією С. Т. Джоші (2005). Текст 1901 року також використовувався у виданні, що вийшло 2012 року в серії «Penguin Classics» з новим вступом Джона Сазерленда.
Шиль переглянув роман у 1920-х роках, і не змінюючи сюжет, розтягнув роман. Ця версія вперше вийшла в Лондоні у товаристві Віктор Голланц Лтд (1929), а в Нью-Йорку — Vanguard Press (1930). Це остання версія, саме цей текст найчастіше перевиданий у численних наступних виданнях. Роман також вийшов французькою, італійською, німецькою та іспанською мовою.

## Сюжет
Ця історія — запис від імені медіума щодо майбутнього, представляє Адама Джефсона, учасника експедиції до Північного полюса впродовж XX століття на борту корабля «Бореал».
Наречена Джефсона, графиня Клодаг, отруює свого двоюрідного брата, щоб забезпечити місце на кораблі Джефсону, оскільки експедиція, як відомо, була однією з найкращих, коли-небудь запланованих. Мільйонер, який помер кілька років тому, заповів 175 млн доларів першій особи, чия нога перша стане на Північний полюс.
Перед тим, як Джефсон вирушає в плавання, він чує проповідь шотландського священника Макея, який виступає проти полярних досліджень, назвавши невдачу всіх попередніх експедицій волею Бога і пророкуючи жахливу долю для тих, хто намагається йти проти неї. Джефсон одночасно згадує свою зустріч з людиною, яка стверджувала, що Всесвіт є місцем розбрату між невизначеними «силами» — «Білою» та «Чорною».
Протягом усіх подій полярної подорожі Джефсон поступово виявляє, що його курс протягом багатьох років керувався цими силами, аж до моменту, коли він досягає полюса. Він знаходить величезне чисте озеро, зі скелястим островом та інкрустованим написом. Побачивши це, Джефсон раптово отямлюється. Коли він повертається до свого табору, то разом зі своїми собаками відчуває нудоту після запаху, що нагадував персик. Він також помічає рухому пурпурну хмару, що поширюється далеко в небесах. Згодом, без найменших ознак травм, гинуть інші тварини та весь екіпаж на борту «Бореалу».
Кораблем виявляється досить легко керувати самотужки. Спочатку Джефсон пливе до північних островів, але бачить загибель всіх рас. Сам він, завдяки постійному плаванню, уникає смертоносної хмари. Врешті він припливає до безлюдної Європи, гуляє по Лондону та шукає новини про хмару. Також він шукає вцілілих у закритих шахтах, але знаходить всі барикади зруйнованими божевільним натовпом. Пізніше він йде до будинку Артура Макена (реального близького друга Шиля), який помер, до останньої миті пишучи поему. Там він знаходить записник, де описана вся його історія.
Пізніші частини книги свідчать про появу в Джефсона божевільної помпезності: взявши турецький одяг, він оголошує себе монархом і спалює міста (включаючи Париж, Бордо, Лондон і Сан-Франциско) заради задоволення. Потім він покладає своє життя на одне завдання — будівництво величезного золотого палацу на острові Імброс, який він має намір присвятити як вівтар для Бога і палац для себе. Він проводить сімнадцять років у палаці, кілька разів відмовляючись від роботи, коли він задумується про марноту своєї праці.
По дорозі через Константинополь, який він також спалює, він зустрічає двадцятирічну голу дівчину, без найменшого знання про світ. Вона продовжує йти за ним, незалежно від того, як він зловживає нею. Поступово він приймає її, але змушує носити вуаль. Вона дуже швидко навчилася говорити, читати, готувати, рибалити та одягатися.
Дівчина (яка картавить) розказує, що вона прожила все своє життя в підвалі під королівським палацом Туреччини і що вона нічого не знала про світ, поки не звільнилася, коли Джефсон спалив Константинополь. Вона занурюється у вивчення Біблії і заявляє, що люди, які шукали багатство, були «зіпсовані».
Джефсон сильно бореться проти наростання його пристрасті до дівчини, бажаючи закінчити людський рід. В самому кінці, коли він виходить, щоб поплисти до Англії, вона інформує його про появу Пурпурової хмари над Францією. Він кидається до неї, обіймаючи як свою дружину, і тепер сподівається знайти спосіб уникнути хмари. Вона запевняє, що Бог не дозволить їй померти. Джефсон закінчує своє писання, заявивши, що прийняв свою роль і що через три тижні не пройшла ніяка Пурпурова хмара. Тож він сподівається, що обоє стануть родоначальниками майбутнього людства.